# Rizlen Zouak
Rizlen Zouak (sinh ngày 14 tháng 5 năm 1986, Beaune, Pháp) là một võ sĩ người Maroc và võ sĩ hỗn hợp người Maroc.   Tại Thế vận hội Mùa hè 2012, cô đã thi đấu ở hạng 63 kg nữ, nhưng đã bị đánh bại ở vòng đầu tiên. Vào thứ bảy ngày 24 tháng 6, Rizlen Zouak đã xuất hiện lần đầu trong MMA với Leah McCourt tại Cage Warriors 85 cho tổ chức MMA của Anh, Cage Warriors. Cô đã chiến thắng trong cuộc chiến của TKO ở vòng thứ hai .

## Kỷ lục võ thuật
| Phá vỡ kỷ lục chuyên nghiệp |               |       |
| 4 kết quả phù hợp           | 3 chiến thắng | 1 mất |
| Bằng cách loại trực tiếp    | 3             | 1     |
| Bằng cách khóa              | 0             | 0     |
| Theo quyết định             | 0             | 0     |
| Bốc thăm                    | 0             | 0     |
| Không có cuộc thi           | 0             | 0     |

| Kết quả   | Thành tích | Đối thủ                | phương pháp  | Nội dung           | Ngày                      | Vòng | Thời gian | Vị trí                | Ghi chú                           |
| --------- | ---------- | ---------------------- | ------------ | ------------------ | ------------------------- | ---- | --------- | --------------------- | --------------------------------- |
| Thua      | 3-1        | Amanda Lino            | TKO (cú đấm) | EFC Toàn cầu 70    | Ngày 26 tháng 5 năm 2018  | 3    | 3:11      | Durban, Nam Phi       | Đối với giải vô địch EFC toàn cầu |
| Thắng lợi | 3          | Jacqualine T. Fedderen | TKO (cú đấm) | EFC Toàn cầu 66    | Ngày 16 tháng 12 năm 2017 | 1    | 0:27      | Pretoria, Nam Phi     |                                   |
| Thắng lợi | 2 trận0    | Bánh mì kẹp thịt       | TKO (cú đấm) | EFC Toàn cầu 62    | Ngày 19 tháng 8 năm 2017  | 2    | 1:08      | Johannesburg, Nam Phi |                                   |
| Thắng lợi | 1 Phi0     | Leah McCourt           | TKO (cú đấm) | Chiến binh lồng 85 | Ngày 24 tháng 6 năm 2017  | 2    | 3:46      | Bournemouth, Anh      |                                   |